# Tropic Appetites
Albums de Carla Bley
Escalator over the Hill
(1971) Dinner Music
(1977)
Tropic Appetites est un album de la pianiste et compositrice de jazz américaine Carla Bley, sorti en 1974 chez Watt/ECM.
Après Escalator over the Hill, Bley retrouve le poète Paul Haines, qui écrit des paroles chantées par Julie Tippetts évoquant l'Asie du Sud, en particulier Bali, où avait voyagé Haines.
À cause de problèmes de contrat, le saxophoniste Gato Barbieri est crédité sous le nom d'« unidentify cat ».

## Liste des pistes
Toutes les paroles sont écrites par Paul Haines, toute la musique est composée par Carla Bley.
| No | Titre                                                          | Durée |
| -- | -------------------------------------------------------------- | ----- |
| 1. | What Will Be Left Between Us and the Moon Tonight? (for Japan) | 11:06 |
| 2. | In India (to Irene)                                            | 1:11  |
| 3. | Enormous Tots (to People's music work)                         | 6:06  |
| 4. | Caucasian Bird Riffles (for Sheila)                            | 5:10  |
| 5. | Funnybird Song (to Swallow)                                    | 1:19  |
| 6. | Indonesian Dock Sucking Supreme (to Peking Widow)              | 8:56  |
| 7. | Song of the Jungle Stream (to Besha and to Tadd Dameron)       | 10:15 |
| 8. | Nothing (for Watt)                                             | 3:35  |

## Personnel
- Julie Tippetts : chant
- Gato Barbieri : saxophone ténor, percussions (crédité sous le nom d'« unidentify cat »)
- Howard Johnson : chant, clarinette, clarinette basse, saxophone soprano, baryton et basse, tuba
- Dave Holland : basse, violoncelle
- Michael Mantler : trompette, trombone
- Toni Marcus : violon, alto
- Carla Bley : chant, recorder, piano, piano électrique, Clavinet, orgue, marimba, célesta, percussions
- Paul Motian : batterie, percussions